# Овчинников, Геннадий Елизарович
Геннадий Елизарович Овчинников — советский государственный и хозяйственный деятель, инженер-металлург, кандидат технических наук (1973).

## Биография
Родился в 1926 году. Член КПСС.
С 1948 года — на хозяйственной работе.
В 1948—1979 гг. :
- подручный сталевара, главный инженер Магнитогорского металлургического комбината,
- директор Нижнетагильского металлургического завода имени В. И. Ленина,
- заместитель министра чёрной металлургии СССР — начальник «Союзметаллургпрома».

За разработку, освоение и внедрение на НТМК имени В. И. Ленина новой технологии выплавки ванадиевого чугуна в доменных печах большого объёма и переработки его в ванадиевый шлак и сталь кислородно-конверторным дуплекс-процессом, обеспечившей достижение высоких технико-экономических показателей в составе коллектива был удостоен Государственной премии СССР в области техники 1976 года.
Умер в Москве в 1979 году.

## Память
В Магнитогорске на доме ул. Калинина, 1 в 2016 году в честь Геннадия Елизаровича установлена мемориальная доска.

Мемориальная доска Овчинникову Геннадию Елизаровичу в Магнитогорске